# Перекалки
Перекалки (укр. Перекалки) — село в Добротворской поселковой общине Шептицкого района Львовской области Украины.
Население по переписи 2001 года составляло 219 человек. Занимает площадь 0,104 км². Почтовый индекс — 80412. Телефонный код — 3254.